# Nebulosa solar

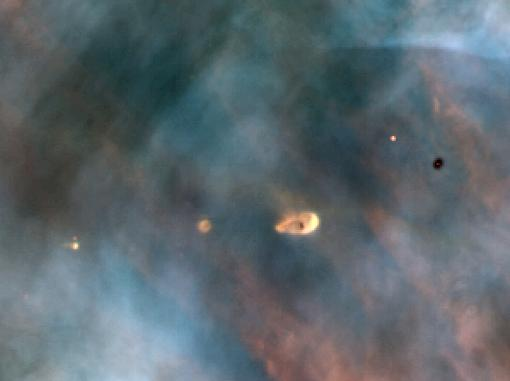
Un disc planetari en formació a la nebulosa d'Orió

La nebulosa solar és un núvol gasós del qual es formen els sistemes planetaris. La hipòtesi nebular fou proposada per Immanuel Kant l'any 1755; l'alemany va teoritzar que les nebuloses roten lentament, es condensen a causa de llur gravetat, s'aplanen i s'hi formen estels i planetes. Pierre Simon Laplace va proposar-ne un model similar l'any 1796.
La hipòtesi nebular es basa en l'observació que tots els planetes orbiten al voltant del Sol en el mateix sentit i sobre un mateix pla denominat eclíptica amb lleugeres inclinacions respecte a aquesta. A més, el pla de l'eclíptica coincideix de manera aproximada amb l'equador solar.
Es pensa que les llunes dels planetes gegants es van formar en un procés similar creixent a partir d'un disc de creixement que alimentava de massa els planetes en la seva formació. Per contra, actualment es considera que la formació de la Lluna va ocórrer de manera molt diferent després de l'impacte amb un protoplaneta de la grandària de Mart. Així mateix, algunes llunes d'altres planetes que giren en òrbites retrògrades o caòtiques es considera que són asteroides o nuclis cometaris capturats més recentment.
Les diferències de composició química i isotòpica dels diferents cossos del sistema solar permeten explorar les condicions inicials en la nebulosa solar. S'estima que la massa mínima necessària per a formar els planetes a partir del material present en la nebulosa solar considerant una composició d'elements lleugers (hidrogen i heli) i elements pesants similars a la del Sol podria ser d'un 1%  de la massa solar.

## Història

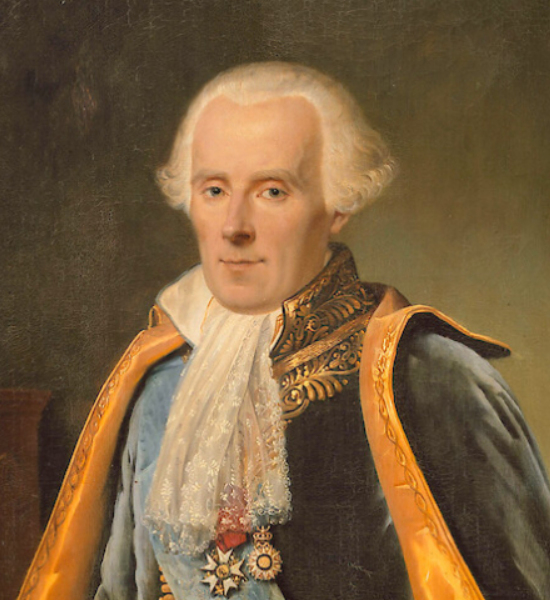
Pierre-Simon Laplace, un dels creadors de la hipòtesi de la nebulosa protosolar.

Les idees sobre l'origen i la destinació del món es remunten als primers escrits coneguts; no obstant això, durant gairebé tot aquest temps, no es va intentar vincular aquestes teories a l'existència d'un "Sistema Solar", simplement perquè no es pensava en general que el sistema solar, en el sentit en què ho entenem ara, existís. El primer pas cap a una teoria de la formació i evolució del sistema solar va ser l'acceptació general de l'heliocentrisme, que situava al Sol en el centre del sistema i a la Terra en òrbita al voltant d'ell. Aquest concepte s'havia desenvolupat durant mil·lennis (Aristarc de Samos l'havia suggerit ja l'any 250 aC), però no va ser àmpliament acceptat fins a finals del segle xvii El primer ús registrat del terme sistema solar data de 1704.
L'actual teoria estàndard per a la formació del sistema solar, la hipòtesi nebular, ha entrat i sortit d'escena des de la seva formulació per Emanuel Swedenborg, Immanuel Kant i Pierre-Simon Laplace en el segle xviii. La crítica més important a la hipòtesi era la seva aparent incapacitat per a explicar la relativa falta de moment angular del Sol en comparació amb els planetes. No obstant això, des de principis de la dècada de 1980, els estudis de les estrelles joves han demostrat que estan envoltades de discos freds de pols i gas, exactament com prediu la hipòtesi nebular, la qual cosa ha portat a la seva readmissió.
Per a entendre com s'espera que el Sol continuï evolucionant era necessari comprendre la font de la seva energia. La confirmació per part de Arthur Stanley Eddington de la teoria de la relativitat d'Albert Einstein el va portar a comprendre que l'energia del Sol prové de reaccions de fusió nuclear en el seu nucli, fusionant hidrogen en heli. En 1935, Eddington va anar més enllà i va suggerir que altres elements també podrien formar-se dins de les estrelles. Fred Hoyle va elaborar aquesta premissa argumentant que les estrelles evolucionades anomenades gegants vermelles van crear molts elements més pesants que l'hidrogen i l'heli en els seus nuclis. Quan una gegant vermella es desfà finalment de les seves capes exteriors, aquests elements es reciclarien per a formar altres sistemes estel·lars.

## La nebulosa del Sol
El «cicle vital» de la nebulosa que originà el Sol és més o menys similar al de les altres nebuloses solars.
Durant la història de l'univers, les primeres nebuloses solars estaven formades d'hidrogen, heli i liti; els elements més pesants no es formaren fins més endavant. Com que el sistema solar és relativament ric en elements pesants, es pot plantejar la hipòtesi que no aparegué directament després del big-bang, formant al voltant del 98% de la seva massa. El 2% restant de la massa consistia en elements mépesantsts que van ser creats per nucleosíntesi en generacions anteriors d'estrelles. A la fi de la vida d'aquestes estrelles, van expulsar elements més pesants al medi interestel·lar.
La nostra nebulosa tenia un diàmetre inicial de 100 ua i una massa d'entre dues i tres vegades la massa actual del Sol. En un cert moment, el núvol començà a contraure's (probablement, a causa d'una força externa com ara l'explosió d'una supernova). Quan la densitat i la pressió augmentaren, es formà un protoestel. Aquest sistema primitiu no estava escalfat per fusió nuclear sinó per fricció. A causa de la conservació del moment angular, la nebulosa no es replegà completament sobre si mateixa sinó que, al voltant del protoestel, es formà un disc protoplanetari.
A l'interior d'aquest sistema, els elements més pesants s'acumularen al centre (unint-se en planetèsims i protoplanetes). A més, la part exterior de la nebulosa es refredà, i això permeté la condensació dels gasos volàtils en els planetes exteriors, mentre que els planetes interns foren «despullats» del seu embolcall gasós per la calor i el vent solar de la jove estrella. Quan la calor a l'interior del protosol cresqué a un nivell suficient per a iniciar les reaccions termonuclears, nasqué l'autèntica estrella.
El protoestel durà uns 100 milions d'anys, aproximadament el temps necessari per a la formació dels planetes interiors; això tingué lloc fa uns 4.600 milions d'anys. Tot i que els satèl·lits naturals ja existien en aquell temps, encara no orbitaven els planetes, cosa que començaren a fer durant els següents 800 milions d'anys.
En aquest punt de la seva evolució, es creu que el Sol va ser una estrella T Tauri. Els estudis de les estrelles T Tauri mostren que sovint van acompanyades de discos de matèria preplanetària amb masses de 0,001-0,1 masses solars. Aquests discos s'estenen fins a diversos centenars deUA —el telescopi espacial Hubble ha observat discos protoplanetaris de fins a 1.000 ua de diàmetre en regions de formació estel·lar com la nebulosa d'Orió— i són bastant freds, ja que aconsegueixen una temperatura superficial de només uns 1.000 K al punt més calent.
En 50 milions d'anys, la temperatura i la pressió en el nucli del Sol van arribar a ser tan grans que el seu hidrogen va començar a fusionar-se, creant una font interna d'energia que va contrarestar la contracció gravitatòria fins que es va aconseguir l'equilibri hidroestàtic.

## Crítiques de la teoria de Kant i Laplace
Durant el segle xix, la teoria nebular de Kant i Laplace fou criticada per James Clerk Maxwell, que sostenia que si la matèria dels planetes hagués estat distribuïda inicialment en un disc al voltant del Sol, les forces de rotació diferencial haurien impedit la condensació d'aquests planetes. Una altra objecció fou que el Sol té menys moment angular del que indicava la teoria de Kant i Laplace.
Durant moltes dècades, semblava que els astrònoms preferien la teoria mareal, que indica que els planetes es formaren a causa de l'apropament d'un altre estel al Sol. Durant aquesta quasicol·lisió, les forces de marea haurien arrancat una gran quantitat de matèria al Sol i a l'altre estel, un material que seguidament s'hauria condensat en planetes. Avui es creu que la teoria de la quasicol·lisió es basa en esdeveniments extremament improbables, donades les enormes distàncies entre estels.
A causa de les objeccions, la teoria de Kant i Laplace fou modificada durant els anys quaranta. La versió modificada concep una massa més gran del protoplaneta original, i la discrepància en el moment angular fou atribuïda a les forces magnètiques.

## Futur
Els astrònoms estimen que l'estat actual del sistema solar no canviarà dràsticament fins que el Sol hagi fusionat gairebé tot el combustible d'hidrogen del seu nucli en heli, començant la seva evolució des de la seqüència principal del diagrama de Hertzsprung-Russell fins a la seva fase de gegant vermella. El sistema solar continuarà evolucionant fins llavors. Amb el temps, és probable que el Sol s'expandeixi prou per a aclaparar als planetes interiors (Mercuri, Venus i possiblement la Terra), però no als planetes exteriors, inclosos Júpiter i Saturn. Posteriorment, el Sol quedaria reduït a la grandària d'un nan blanc, i els planetes exteriors i les seves llunes continuarien orbitant aquest diminut romanent solar. Aquest desenvolupament futur pot ser similar a la detecció observada de MOA-2010-BLG-477L b, un exoplaneta de la grandària de Júpiter que orbita la seva estrella nana blanca amfitriona MOA-2010-BLG-477L.